# Campionatul Mondial de Ekiden
Campionatul Mondial de Ekiden, numit și Campionatul Mondial de Ștafetă pe Șosea (în engleză IAAF World Road Relay Championships), a fost un eveniment sportiv organizat de Asociația Internațională a Federațiilor de Atletism. Înființata în 1992, competiția s-a desfășurat o dată la doi ani. Ultima ediție a fost în anul 1998.
Formatul a fost inspirat de probele Ekiden din Japonia. Un total de șase alergători și-au împărțit distanța de maraton (42,195 km), primul, al treilea și al cincilea alergător parcurgând 5 km. Al doilea și al patrulea atlet au alergat 10 km, iar ultimul alergător 7,195 km.

## Ediții

### 1992
Primul campionat s-a desfășurat pe 9-10 mai 1992 la Funchal, Portugalia.
| Loc | Echipă | Timp                                        |
| --- | --- | ------------------------------------------- |
|     | Kenya Eliud Barngetuny William Koech Ezekiel Bitok William Sigei Richard Tum William Mutwol                      | 2:00:02 13:54 28:13 14:08 29:21 14:16 20:10 |
|     | Portugalia Carlos Patricio Dionísio Castro Alberto Maravilha Juvenal Ribeiro Juan Carlos Montero Domingos Castro | 2:01:34 13:58 28:51 14:09 29:47 14:21 20:28 |
|     | Regatul Unit Carl Udall David Clarke John Mayock Colin Walker John Sherban Dave Lewis                            | 2:02:34 14:11 29:30 13:59 29:30 14:25 20:59 |

| Loc   | Echipă | Timp                                        |
| ----- | --- | ------------------------------------------- |
|       | Portugalia Fernanda Marques Aurora Cunha Felicidade Sena Conceição Ferreira Fatima Neves Fernanda Ribeiro    | 2:20:14 16:15 34:09 16:28 33:00 17:00 23:22 |
|       | Danemarca · Berit Worm · Dorthe Rasmussen · Anita Palshoj · Aino Slej · Nina Christiansen · Bettina Anderson | 2:24:42 17:19 33:08 17:20 35:39 16:52 24:24 |
|       | Spania Begona Heracz Carmen Brunet Cristina Nogue Ana Isabel Alonso Rocío Ríos Rosa Perez                    | 2:25:06 16:35 34:56 16:45 35:19 16:38 24:44 |
| [...] | |                                             |
| 4     | România · Margareta Ghile · Anuța Cătună · Iulia Ionescu · Georgeta State · Elena Fidatov · Iulia Negură     | 2:25:26 19:26 34:03 16:51 34:35 16:49 23:42 |

### 1994
Al doua ediție s-a desfășurat pe 16-17 aprilie 1994 la Litochoro, Grecia.
| Loc | Echipă                                                                                           | Timp                                        |
| --- | ------------------------------------------------------------------------------------------------ | ------------------------------------------- |
|     | Maroc Brahim Jabbour El-Arbi Khattabi Hicham El Guerrouj Salah Hissou Brahim Boutaib Khalid Skah | 1:57:56 13:35 28:44 13:43 27:57 13:53 20:04 |
|     | Etiopia Worku Bikila Badilu Kibret Abraham Assefa Fita Bayissa Chala Kelele Haile Gebrselassie   | 1:58:51 13:30 28:36 14:17 28:52 14:09 19:27 |
|     | Kenya Peter Ndirangu Joseph Kibor Clement Kiprotich Paul Yego John Kiprono Simon Rono            | 2:04:50 13:40 28:19 14:16 29:56 13:55 20:45 |

| Loc | Echipă | Timp                                        |
| --- | --- | ------------------------------------------- |
|     | Rusia Tatiana Pentukova Nadejda Galleamova Elena Kavaklıoğlu Natalia Sorokivaskaia Elena Romanova Olga Ciurbanova | 2:17:19 16:12 32:59 15:45 33:21 15:48 23:14 |
|     | Etiopia Askale Bereda Derartu Tulu Leila Aman Gadisse Edato Birhan Dagne Asha Gigi                                | 2:19:09 16:05 32:26 16:31 33:47 16:13 24:07 |
|     | România · Daniela Bran · Alina Tecuță · Mariana Chirilă · Anuța Cătună · Florina Pană · Iulia Negură              | 2:19:18 16:29 33:17 16:02 33:16 16:49 23:26 |

### 1996
A treia ediție s-a desfășurat pe 13-14 aprilie 1996 la Copenhaga, Danemarca.
| Loc | Echipă | Timp                                        |
| --- | --- | ------------------------------------------- |
|     | Kenya Simon Rono Joseph Kimani Mark Yatich Stephen Kirwa David Kipruto William Kiptum                       | 2:00:40 13:45 28:33 14:33 29:00 14:09 20:40 |
|     | Brazilia Warner Moura Vanderlei de Lima Edgar de Oliveira Delmir dos Santos Tomix da Costa Ronaldo da Costa | 2:01:24 13:49 29:10 14:26 28:31 14:26 21:02 |
|     | Etiopia Erpassa Lemi Kidane Gebremichael Sisay Bezebah Abraham Assefa Tegenu Abebe Worku Bikila             | 2:01:50 13:58 29:20 14:23 29:13 14:42 20:14 |

| Loc | Echipă | Timp                                        |
| --- | --- | ------------------------------------------- |
|     | Etiopia Gennet Gebregeorgis Birhane Adere Ayelech Worku Getenesh Wami Getenesh Urge Luchia Yishak              | 2:16:04 15:53 32:21 16:15 32:25 16:00 23:10 |
|     | România · Iulia Ionescu · Mariana Chirilă · Lelia Deselnicu · Iulia Negură · Luminița Gogîrlea · Elena Fidatov | 2:18:41 15:59 33:21 16:16 32:53 16:33 23:39 |
|     | Japonia Yukiko Okamoto Naomi Sakashita Ai Fukuchi Ikuyo Goto Noriko Ura Eri Yamaguchi                          | 2:18:58 15:56 32:56 16:11 33:38 16:08 24:09 |

### 1998
A patra ediție s-a desfășurat pe 18-19 aprilie 1998 la Manaus, Brazilia.
| Loc | Echipă | Timp                                        |
| --- | --- | ------------------------------------------- |
|     | Kenya John Kibowen Paul Koech Benjamin Limo Thomas Nyariki John Kosgei Paul Kosgei                          | 2:01:13 13:44 28:40 14:04 29:33 14:28 20:44 |
|     | Etiopia Million Wolde Ayele Mezgebu Berhanu Aldane Tesfaye Tola Fita Bayissa Alene Emire                    | 2:03:47 13:44 29:29 14:29 30:14 14:16 21:35 |
|     | Brazilia Elenilson da Silva Tomix da Costa Ronaldo da Costa Daniel Ferreira Leonardo Guedes Sergio da Silva | 2:04:50 13:59 30:14 14:28 30:11 14:43 21:15 |

| Loc | Echipă | Timp                                        |
| --- | --- | ------------------------------------------- |
|     | Etiopia Yimenashu Taye Getenesh Wami Gennet Gebregeorgis Asha Gigi Ayelech Worku Merima Denboba                   | 2:21:15 15:58 33:07 16:18 35:00 16:18 24:34 |
|     | Kenya Jackline Maranga Jane Omoro Leah Malot Susan Chepkemei Naomi Mugo Sally Barsosio                            | 2:21:49 15:39 34:06 16:33 34:53 16:29 24:29 |
|     | România · Stela Olteanu · Alina Tecuță · Mariana Chirilă · Cristina Pomacu · Constantina Diță · Luminița Gogîrlea | 2:24:13 16:24 33:42 17:15 34:33 16:42 25:37 |

## Clasament pe medalii
| Loc   | Țară         | Aur | Argint | Bronz | Total |
| ----- | ------------ | --- | ------ | ----- | ----- |
| 1     | Kenya        | 3   | 1      | 1     | 5     |
| 2     | Etiopia      | 2   | 3      | 1     | 6     |
| 3     | Portugalia   | 1   | 1      |       | 2     |
| 4     | Maroc        | 1   |        |       | 1     |
| 4     | Rusia        | 1   |        |       | 1     |
| 6     | România      |     | 1      | 2     | 3     |
| 7     | Brazilia     |     | 1      | 1     | 2     |
| 8     | Danemarca    |     | 1      |       | 1     |
| 9     | Regatul Unit |     |        | 1     | 1     |
| 9     | Japonia      |     |        | 1     | 1     |
| 9     | Spania       |     |        | 1     | 1     |
| Total | Total        | 8   | 8      | 8     | 24    |